# Station Stavoren
Station Stavoren (tussen 5 juli 1943 en 27 mei 1979: Staveren) is het spoorwegstation van Stavoren en het eindpunt van de spoorlijn Leeuwarden - Stavoren. Het ligt in de uiterste zuidwesthoek van de provincie Friesland. Het station wordt bediend door stoptreinen van Arriva.
Het kopstation werd geopend op 8 november 1885 en geeft sinds 1886 aansluiting op de veerdienst Enkhuizen - Stavoren, die van belang was als onderdeel van de doorgaande verbinding tussen Amsterdam en Friesland via de spoorlijn Zaandam - Enkhuizen. Daarom had Stavoren een breed en hoog stationsgebouw, dat wordt toegeschreven aan de architect M.A. van Wadenoijen. De beide zijvleugels liepen uit op naar voren staande eindgebouwen. Het werd in 1973 gesloopt. Sindsdien is slechts een simpele wachtgelegenheid (abri). Het emplacement is teruggebracht tot één spoor met perron. 
| Serie      | Treinsoort         | Route                         | Bijzonderheden |
| ---------- | ------------------ | ----------------------------- | -------------- |
| 37100 RS 3 | Stoptrein (Arriva) | Leeuwarden – Sneek – Stavoren |                |

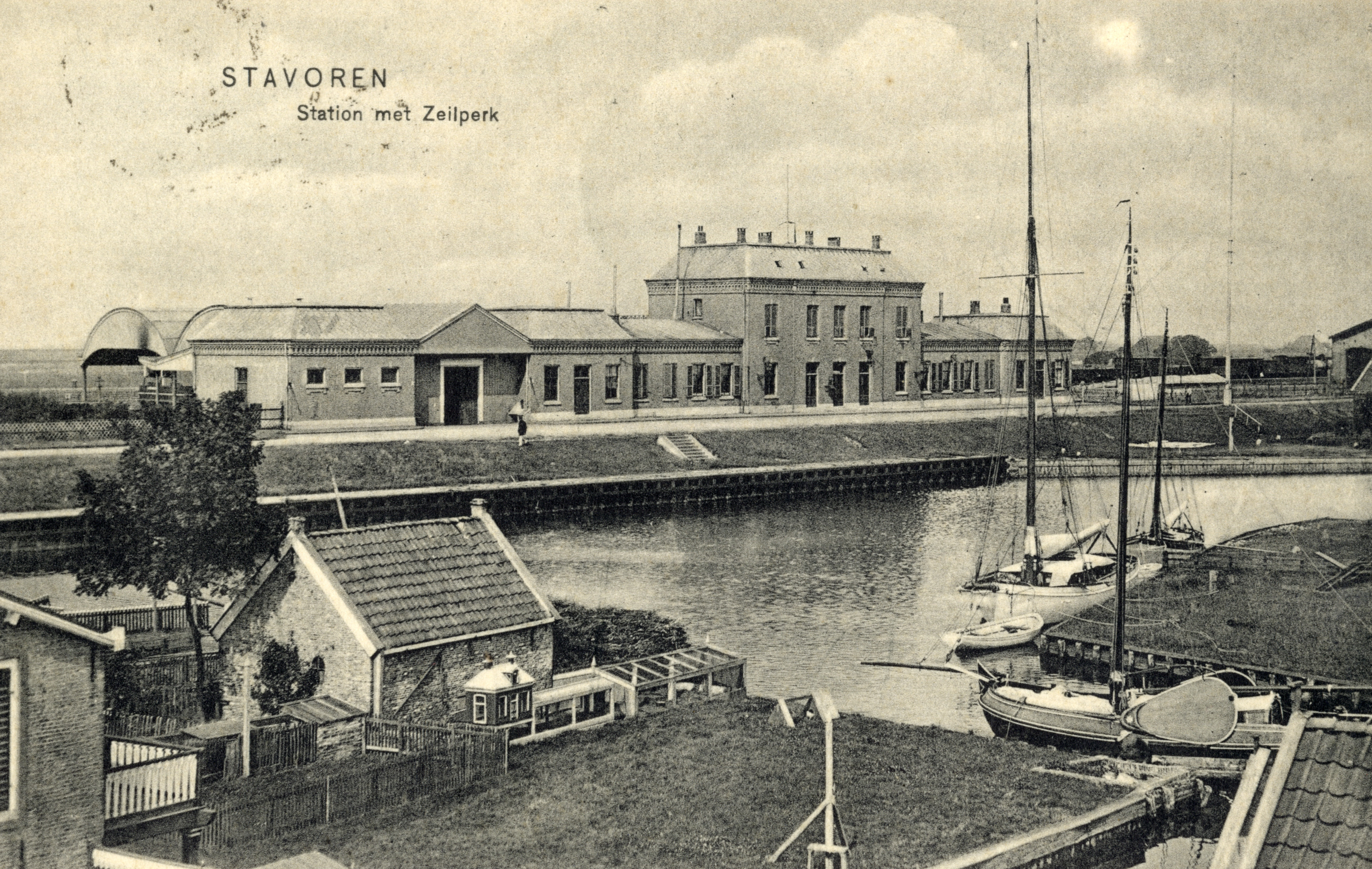
Station Stavoren tussen 1901 en 1906
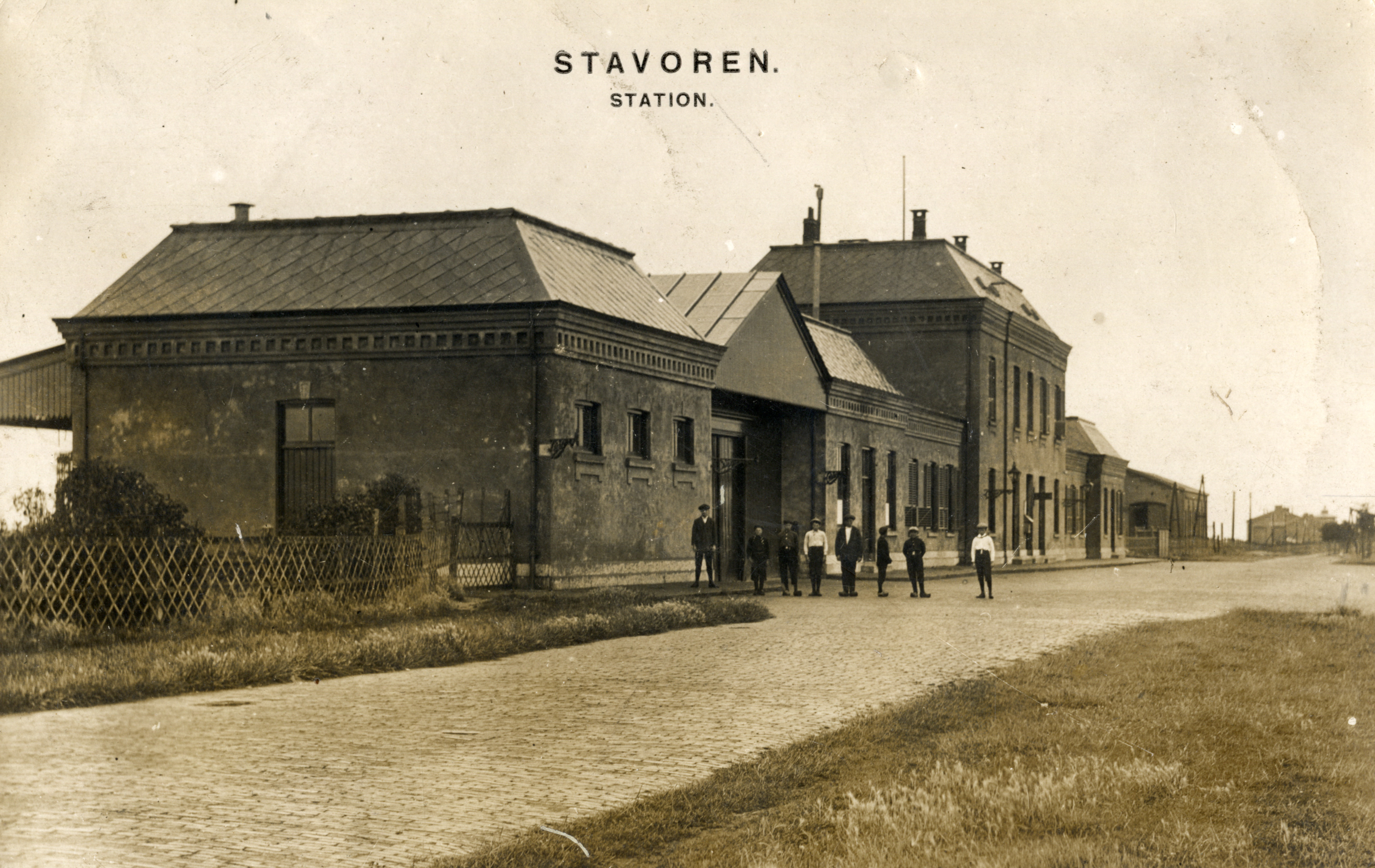
Station Stavoren tussen 1910 en 1920
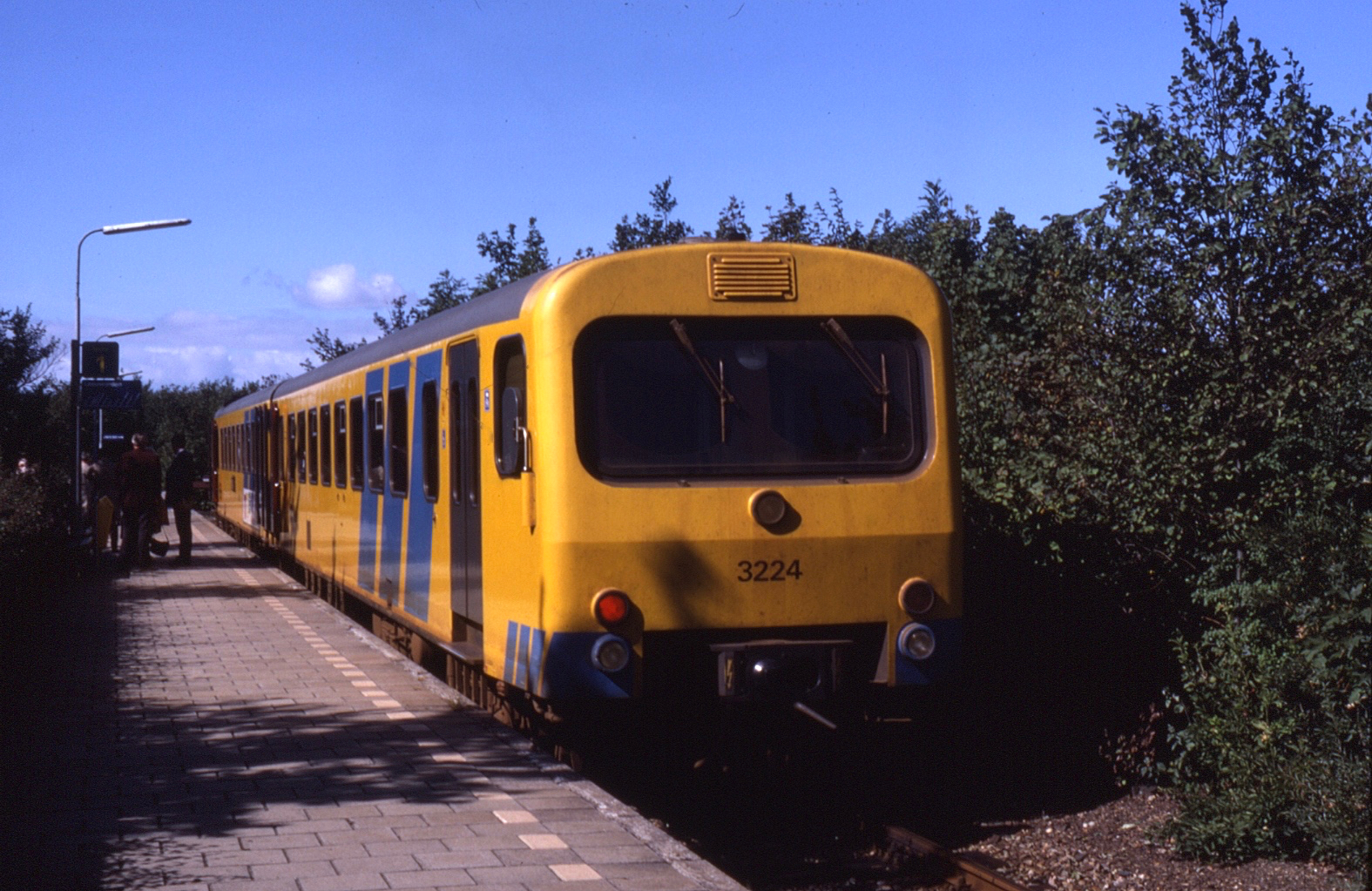
Wadloper op het station
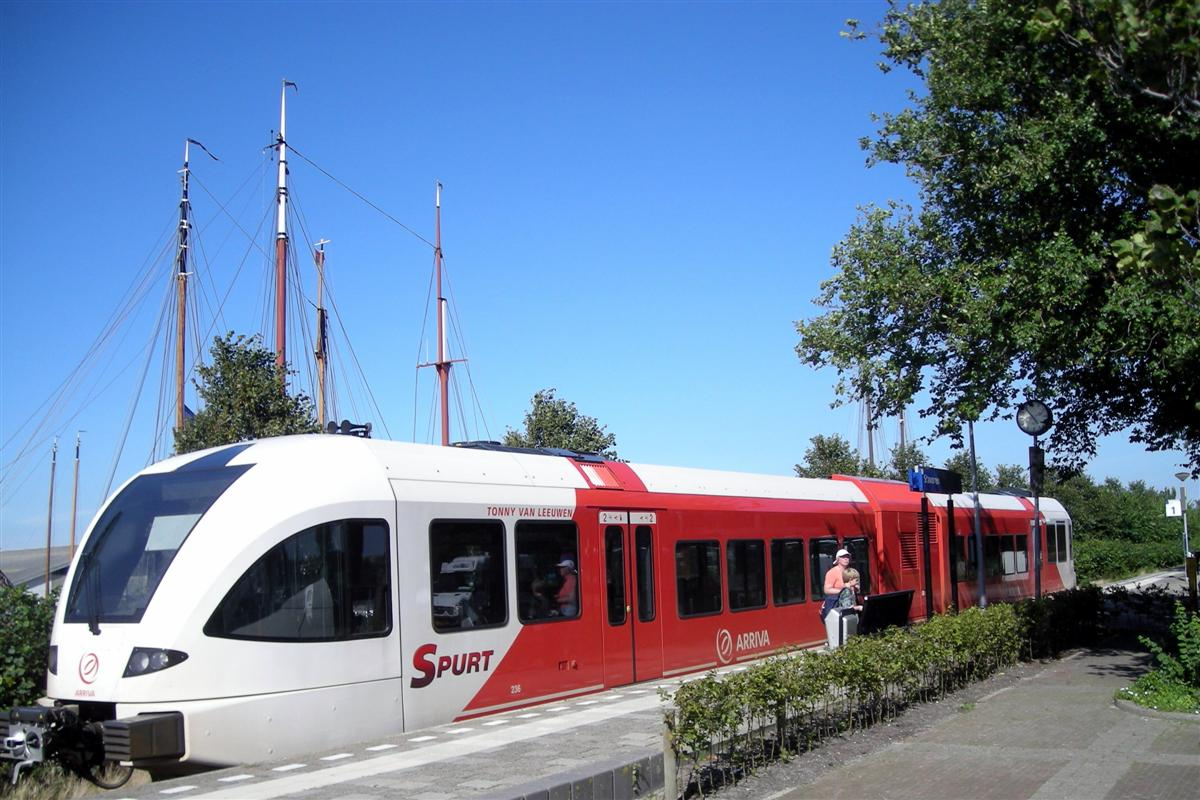
Station Stavoren met trein (2007)
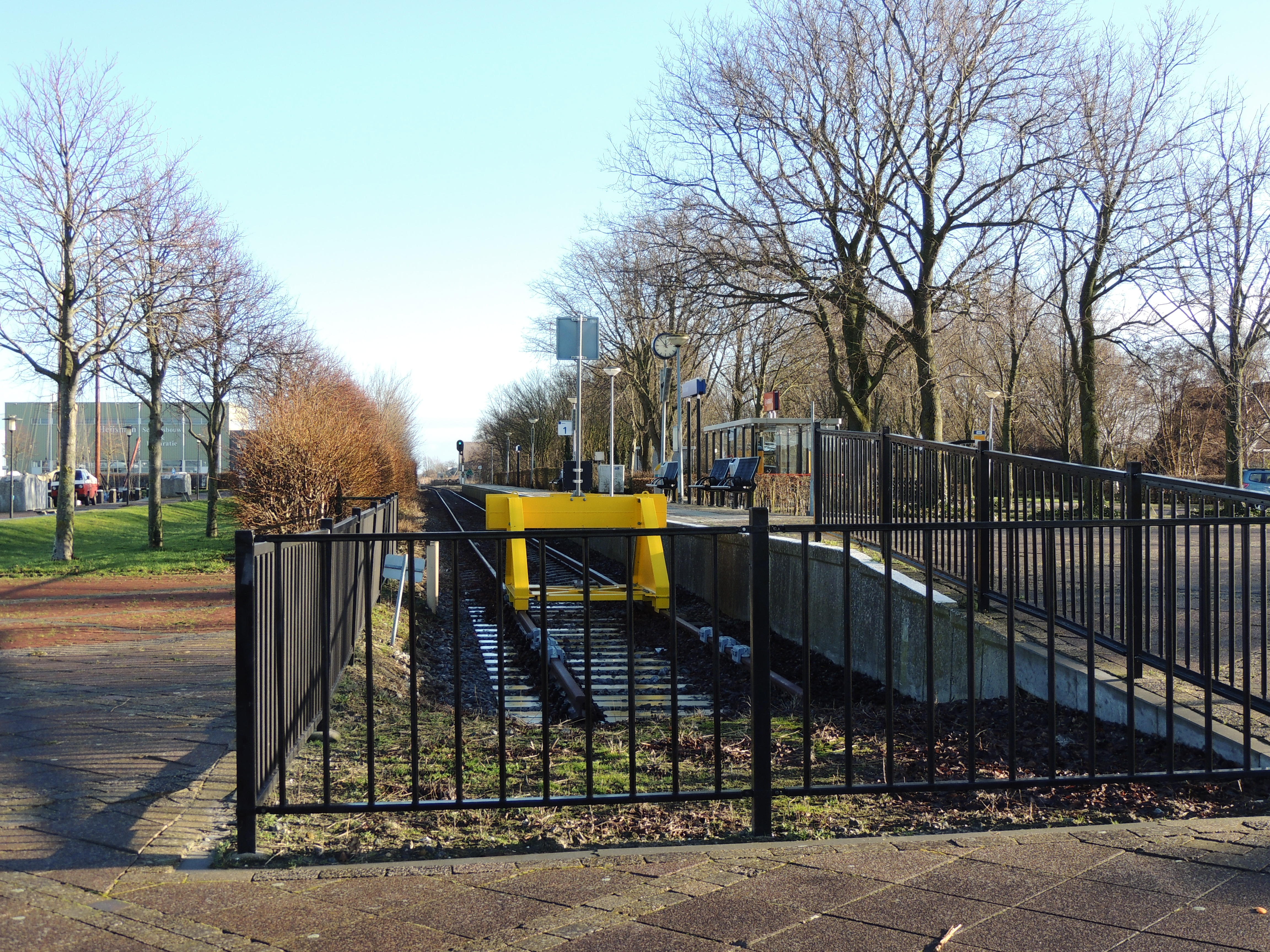
Kopspoor met stootblok

## Ongeluk
Op 25 juli 2010 rond 23:30 uur vond een treinongeluk plaats op dit station. Een onderhoudstrein van Speno met ongeveer vijf wagens reed op hoge snelheid door het stootblok. Een watersportwinkel die 20 meter verderop was gevestigd werd deels verwoest. Er vielen twee lichtgewonden. De Onderzoeksraad voor Veiligheid (OVV) onderzocht het ongeluk en kwam op 13 september 2011 tot de conclusie dat de directe oorzaak lag in een combinatie van factoren. De automatische treinbeïnvloeding (ATB) werkte niet doordat de apparatuur op de trein niet goed samenwerkte met die langs het spoor en doordat de ATB-apparatuur automatisch naar een beperkte modus was geschakeld. De machinist, die was afgeleid, had een ongebruikelijk sein niet opgemerkt. Hij kende de weg niet goed, het werkplan bevatte een fout en een deel van de borden langs het traject ontbrak. Als achterliggende oorzaak merkte de OVV op dat er een gebrekkige aandacht was voor veiligheid bij de betrokken bedrijven.

## Voor- en natransport
Bij station Stavoren stopt buslijn 103 naar Hemelum.
De boot naar het station van Enkhuizen vaart sinds 1963 alleen voor toeristen in de zomer.